# Eutelsat 36D
Eutelsat 36D ist ein Kommunikationssatellit der European Telecommunications Satellite Organization (Eutelsat) mit Sitz in Paris. Er wurde am 30. März 2024 von SpaceX mit einer Rakete des Typs Falcon 9 vom Kennedy Space Center aus ins All gebracht.
Eutelsat 36D soll mit Eutelsat 36B und Eutelsat 36C kopositioniert werden und deren Kapazitäten für Daten- und Multimediadienste in Europa, Russland, Zentralasien und Afrika ergänzen. Er ist mit 70 oder 78 Ku-Band-Transpondern ausgestattet. 